# Rönnängs IK
Rönnängs IK är en ishockeyklubb som bildades 1948 i Rönnäng i Tjörns kommun. Från början idkade man idrott såsom bordtennis, terränglöpning, fotboll och övrig friidrott. Först 1963 gjorde ishockeyn debut inom Rönnängs IK då man anmälde ett lag till GP-Pucken. Numera[när?] huserar A-laget i division 3, medan ungdomsishockeyn stadigt går framåt. Många lag har också genom tiderna berömt den goda isen som finns i ishallen. Rönnängs IK J18 avancerade sig upp i division 1 våren 2016. Efter många år utan J18-lag så lyckades de vinna i kvalet upp till ettan. Tack vare skickliga tränare och spelare har årskullen 99 varit en stor framgång för klubben.

## Historia
Tidigare, främst under slutet av 1970-talet och början av 1980-talet hade föreningen också en basketsektion där damlaget spelade i division 2 Bohuslän Dal. Numer är basketbollspelandet på Tjörn organiserat under Tjörns Basket.